# Hemianopsia
La hemianopsia es la falta de visión o ceguera que afecta únicamente a la mitad del campo visual. Este cuadro está provocado por una lesión en el quiasma óptico, debido a la afección de fibras cruzadas de la retina contralateral y fibras directas de la retina ipsilateral. Cada tipo de hemianopsia plantea diferentes posibilidades diagnósticas.
Cuando la pérdida es de la cuarta parte del campo se denomina cuadrantanopsia", y cuando se percibe solo en un cuadrante se denomina "cuadrantopsia".
La hemianopsia no debe confundirse con la negligencia espacial cerebral, pues ésta se debe a una lesión en el cerebro y no en el nervio óptico.

## Tipos

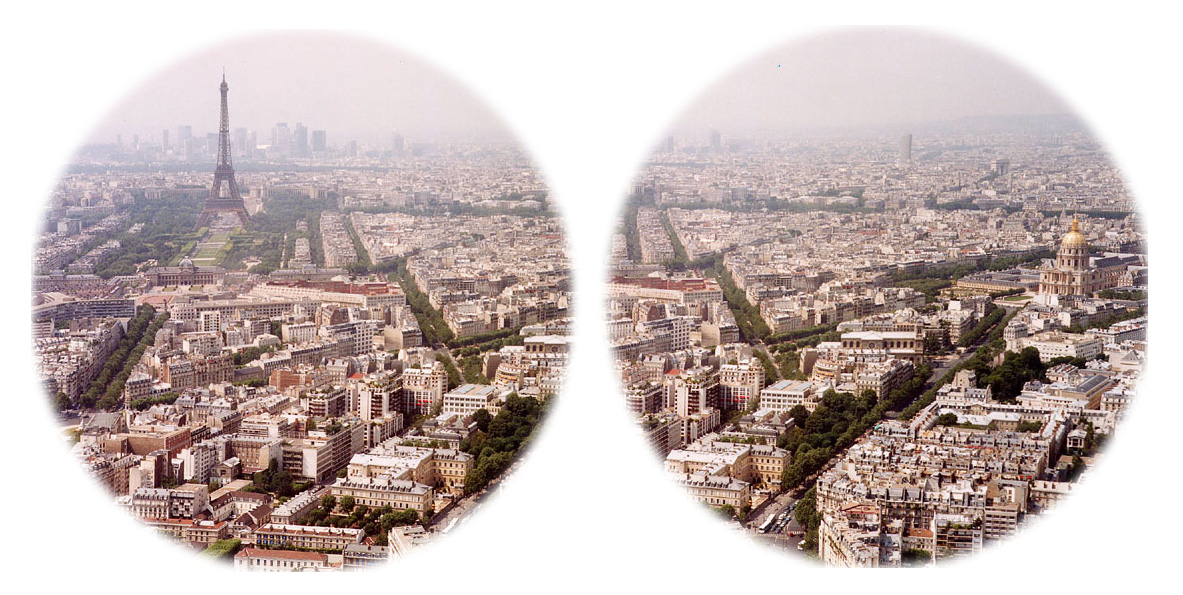
Visión normal

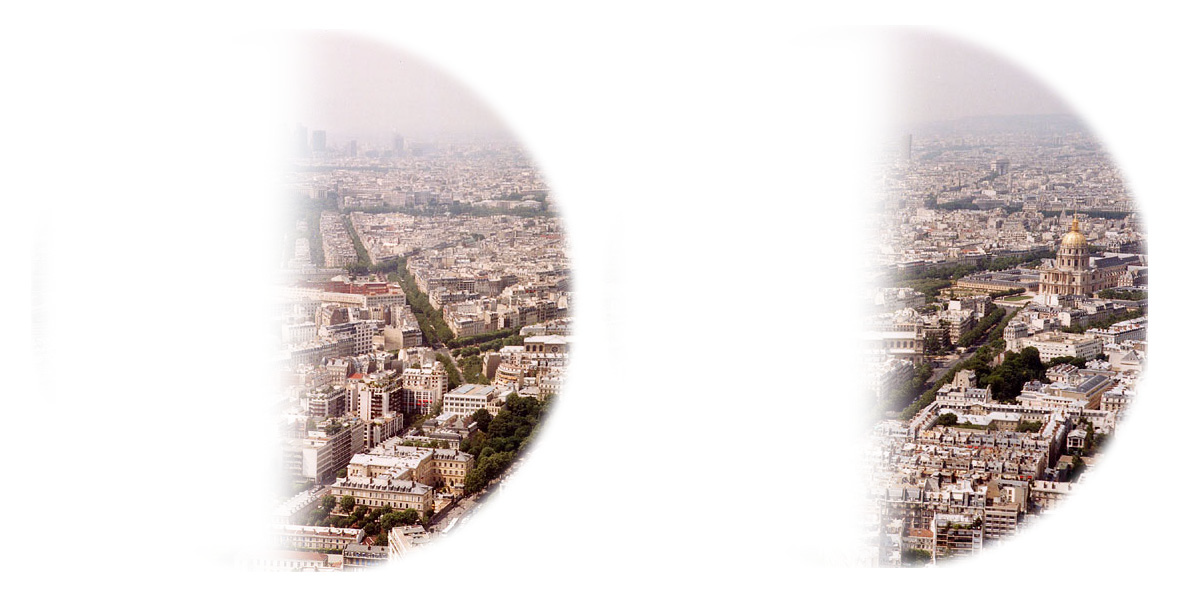
Hemianopsia homónima izquierda

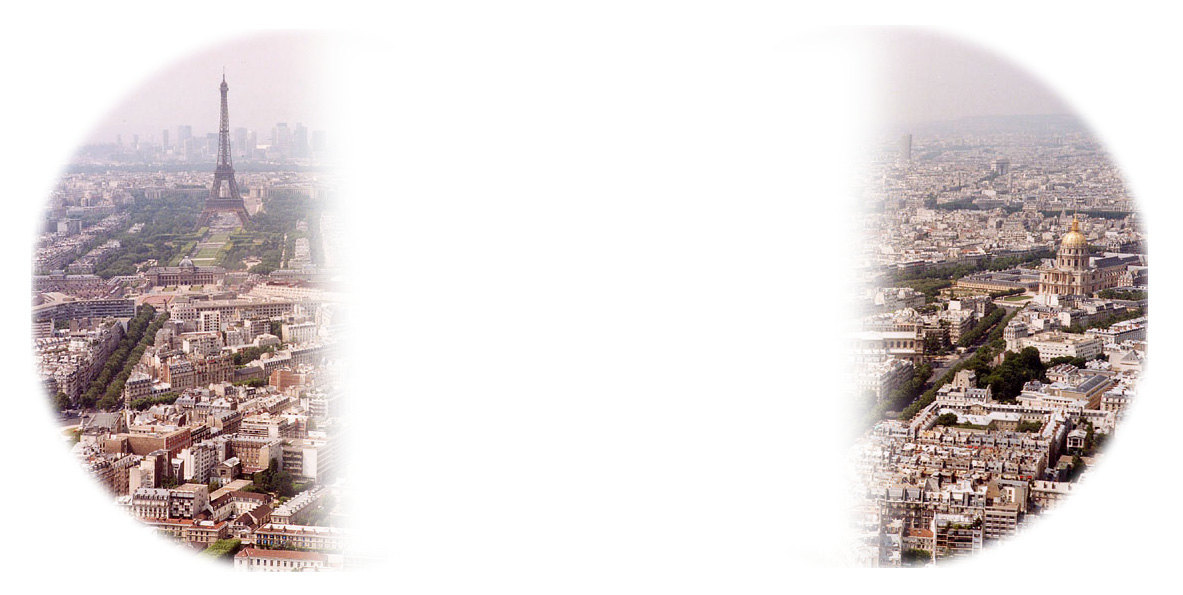
Hemianopsia binasal

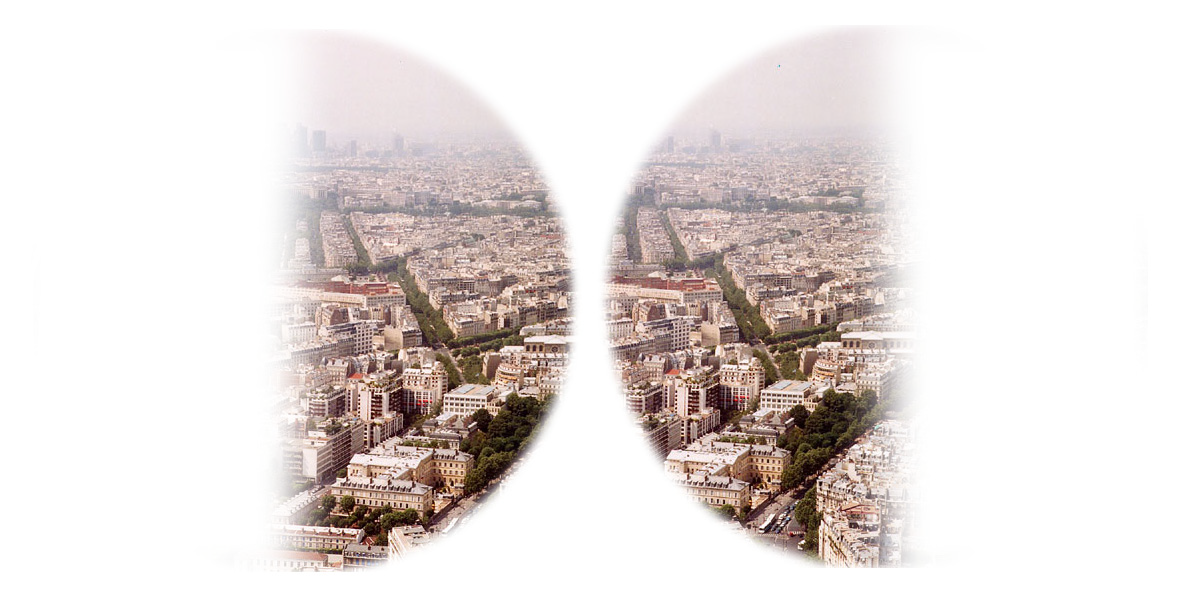
Hemianopsia bitemporal

Existen diferentes tipos de hemianopsia:
- Hemianopsia unilateral. Solo afecta a un ojo.
- Hemianopsia bilateral. Afecta a ambos ojos y puede ser homónima o heterónima.
  - Hemianopsia homónima. Es una hemianopsia bilateral que afecta a la mitad derecha o izquierda del campo visual de ambos ojos. Se debe a una lesión posterior al quiasma óptico, que deja sin inervación la mitad de cada retina correspondiente del mismo lado de la lesión. 
    - Hemianopsia homónima contralateral. Es una hemianopsia bilateral producida por lesiones a nivel de las cintillas ópticas, provocando pérdida de la visión del lado opuesto al de la lesión.

  - Hemianopsia heterónima. Es una hemianopsia bilateral cuando se han perdido mitades opuestas de ambos campos visuales.
    - Hemianopsia binasal. Es un tipo de hemianopsia heterónima en la cual se afectan ambos campos nasales (la mitad izquierda del campo visual del ojo derecho y la mitad derecha del campo visual del ojo izquierdo).
    - Hemianopsia bitemporal. Es un tipo de hemianopsia heterónima en la cual se afectan los campos visuales temporales de ambos ojos. Se debe a una lesión en el quiasma óptico (parte que se entrecruza), en ocasiones causado por un tumor hipofisario. (la mitad derecha del campo visual del ojo derecho y la mitad izquierda del campo visual del ojo izquierdo).